# North Stann Creek

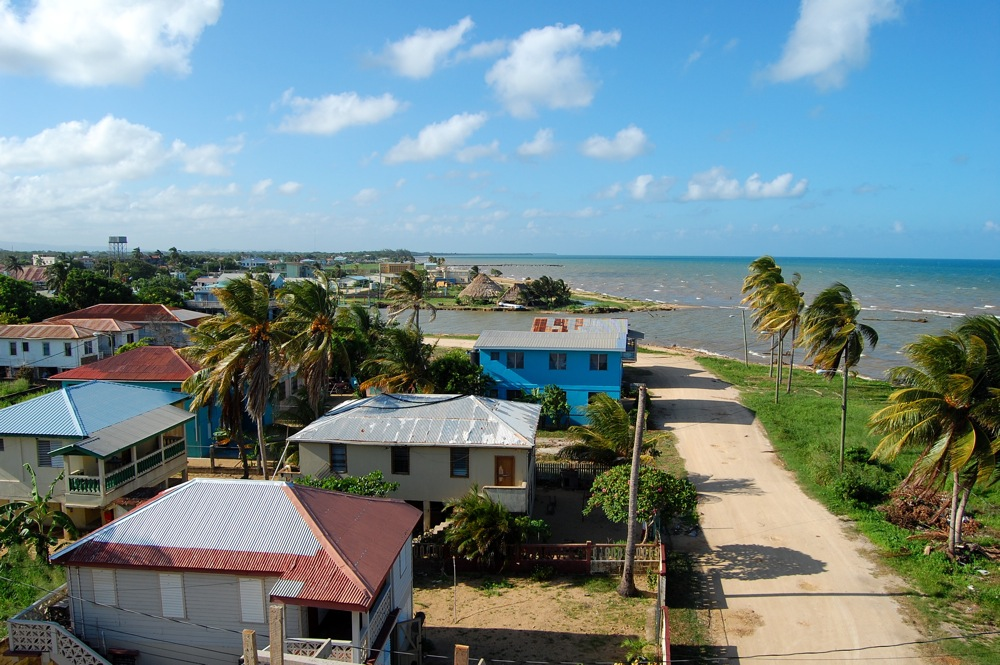
Mündung des North Stann Creek in Dangriga. 2009

Der North Stann Creek oder Dangriga River ist ein Fluss im Stann Creek District von Belize. Der Fluss ist ca. 65 km lang und hat ein Einzugsgebiet von etwa 280 km².
Der South Stann Creek ist ein separater Fluss ca. 30 km weiter südlich.

## Verlauf
Der Fluss entspringt im Regenwald der Maya Mountains dicht bei der Grenze der Distrikte Cayo und Stann Creek. In der Nähe liegt der Mount Mossy. Von dort verläuft der Fluss nach Osten. Er trifft auf den Hummingbird Highway, der in Middlesex zwei Mal mit Brücken über den Fluss geführt wird. Der Highway bleibt dann bis zur Mündung immer dicht am Fluss. In Middlesex mündet von links der kleine Kent River. In der Valley Community fließt dann auch der nördliche und der südliche Teilungslauf (North Branch und South Branch) zusammen. Der südliche Teilungslauf hat seine Quelle am Südhang des Mount Mossy. Im Süden von Valley Community mündet von rechts der 16,5 km lange Big Eddy Creek in den North Stann Creek.
Der North Stann Creek passiert die Orte Steadfast, Alta Vista, Pomona, Melinda und Hope Creek. Im Südosten des Hope Creek verläuft der Hummingbird Highway wieder mit einer Brücke über den Fluss. Besonders hier im Unterlauf wird der Fluss auch als „Dangriga River“ bezeichnet. Er verläuft entlang des Ortes Sarawee und mündet in Dangriga in das Karibische Meer.